# Idiocera shantungensis
Idiocera shantungensis là một loài ruồi trong họ Limoniidae. Chúng phân bố ở miền Cổ bắc.